# Возвратный лизинг
Возвратный или обратный лизинг — это финансовая операция, в которой одна сторона (продавец) продаёт активы другой стороне (покупателю) при условии, что покупатель впоследствии сдаст эти активы в аренду продавцу.

## Экономический смысл операции
Возвратный лизинг, как правило, применяется для основных средств, особенно при приобретении недвижимости. Причины для применения такой операции разнятся, и, как правило, вызваны финансовыми, бухгалтерскими или налоговыми аспектами деятельности организации.
Смысл операции заключается в том, что активы, находящиеся в долгосрочной финансовой аренде, учитываются на балансе арендодателя. Таким образом, такая операция может использоваться для передачи обеспеченного займа, в котором стороны не ограничены рамками финансового права. Это также удобно в случае, если необходимо передать малоликвидный актив арендатору при возможности изменения суммы платежей в зависимости от условий рынка. То есть доход от займа будет изменяться под влиянием изменения стоимости арендуемого актива, а не стоимости денег. Такие операции имеют наибольший смысл на рынках таких активов, стоимость которых может повышаться и понижаться в течение времени. Например, обратный лизинг часто касается недвижимости, судов, самолётов и т. п.
Существует мнение, что широкое использование обратного лизинга «ядовитых активов» (toxic assets — активы, с очень низкой ликвидностью, существующие вне рынка и потому не имеющие рыночной цены) привело к ипотечному кризису в США.

## Договор возвратного лизинга
После покупки актива, собственник заключает долгосрочное соглашение, по которому актив сдаётся в возвратный лизинг продавцу, по оговоренной ставке аренды.